# Armin Eichholz
Armin Eichholz (født 21. maj 1964 i Duisburg, Vesttyskland) er en tysk tidligere roer og olympisk guldvinder.
Eichholz deltog i flere VM i roning i 1980'erne og blev nummer syv i firer med styrmand i 1985. I 1986 var han skiftet til otteren, der blev nummer seks dette år og det følgende.
Ved OL 1988 i Seoul var vesttyskerne ikke blandt favoritterne, men de overraskede i indledende runde ved at vinde deres heat med mere end halvandet sekunds forspring til de øvrige deltagere. I finalen tog de hurtigt føringen og gav aldrig slip på den igen. I mål var de næsten to sekunder foran de øvrige deltagere, hvor Sovjetunionen akkurat sikrede sig sølvet foran USA. De øvrige i den vesttyske vinderbåd var Eckhardt Schultz, Bahne Rabe, Wolfgang Maennig, Matthias Mellinghaus, Thomas Möllenkamp, Thomas Domian, Ansgar Wessling og styrmand Manfred Klein.
Eichholz blev verdensmester i firer med styrmand 1991 (nu for det genforenede Tyskland), og han var tilbage i otteren ved OL 1992 i Barcelona. Tyskland var som forsvarende olympisk mester og verdensmester i alle de mellemliggende år (uden Eichholz) favoritter. Men overraskende nok blev tyskerne besejret i indledende runde af Rumænien, der satte ny olympisk rekord ved den lejlighed. Andenpladsen var dog nok til at sende tyskerne i semifinalen, som de vandt forholdsvis klart. I finalen var det dog de to forreste fra det andet semifinaleheat, Rumænien og Canada, der lå forrest i det meste af løbet. Canada trak fra ved 1500 m, men Rumænien hentede  gav det sidste, de havde, og kom næsten op på siden af canadierne, der dog vandt i ny olympisk rekordtid med 0,14 sekund forspring, mens Rumænien fik sølv, inden tyskerne kom ind mere 0,33 sekund senere på tredjepladsen. Ud over Eickholz bestod besætningen denne gang af Ansgar Wessling, Bahne Rabe, Manfred Klein, Frank Richter, Thorsten Streppelhoff, Detlef Kirchhoff, Hans Sennewald og Roland Baar.
I sit civile liv er Eichholz uddannet ingeniør og har arbejdet i energiforsyningsbranchen gennem mange år.

## OL-medaljer
- 1988:  Guld i otter
- 1992:  Bronze i otter